# Russell Gage
Russell Gage (* 22. Januar 1996 in Baton Rouge, Louisiana) ist ein US-amerikanischer American-Football-Spieler auf der Position des Wide Receivers. Zurzeit spielt er für die San Francisco 49ers in der National Football League (NFL), zuvor stand er bei den Atlanta Falcons, den Tampa Bay Buccaneers und für kurze Zeit bei den Baltimore Ravens unter Vertrag.

## Frühe Jahre
Gage wuchs in seiner Geburtsstadt auf, in der er die Redemptorist High School besuchte. Dort spielte er auch in der Footballmannschaft sowohl als Quarterback als auch in der Defense. Nach seinem Highschoolabschluss bekam er ein Stipendium der Louisiana State University, für die er von 2014 bis 2017 spielte. In seinen ersten beiden Jahren war er zumeist Backup auf der Position des Cornerbacks für Tre'Davious White und kam nur zu einem Kurzeinsatz mit 2 Tackles in 2 Jahren. Vor seinem 3. Jahr, der Saison 2016, wechselte er allerdings auf die Position des Wide Receivers. Dort kam er von Zeit zu Zeit als Backup zum Einsatz, ehe er in seinem 4. und letzten Jahr an der Universität Stammspieler wurde. Insgesamt konnte er 5 Touchdowns erzielen, dazu kamen 232 gelaufene und 347 gefangene Yards. In seiner Zeit an der LSU konnte er mit seinem Team 2015 den Texas Bowl und 2016 den Citrus Bowl gewinnen.

## NFL

### Atlanta Falcons
Im NFL-Draft 2018 wurde Gage in der 6. Runde an 194. Stelle von den Atlanta Falcons ausgewählt. In seinem ersten Jahr wurde er wenig in der Offense eingesetzt, dafür bekam er regelmäßig Spielzeit in den Special Teams. Sein NFL-Debüt gab er am 6. September 2018 bei der 12:18-Niederlage gegen die Philadelphia Eagles. Seinen ersten Pass konnte er am 6. Spieltag beim 34:29-Sieg gegen die Tampa Bay Buccaneers von Quarterback Matt Ryan fangen. Insgesamt kam er in seinem Rookie-Jahr auf 6 gefangene Pässe für 63 Yards in der Offense sowie 7 Tackles in den Special Teams. In seinem zweiten Jahr kam er vor allem gegen Ende der Saison auch regelmäßiger in der Offense zum Einsatz. Am 12. Spieltag stand er bei der 22:35-Niederlage gegen die Tampa Bay Buccaneers das erste Mal in der Startformation der Falcons. Dabei fing er 8 Pässe für 76 Yards. Am folgenden Spieltag bei der 18:26-Niederlage gegen die New Orleans Saints gelang ihm sein erster Touchdown, in diesem Spiel konnte er den Ball zusätzlich für 52 Yards fangen.
In seinem dritten Jahr, der Saison 2020, kam Gage immer mehr zum Einsatz und hatte einen Durchbruch beim Spiel am 1. Spieltag gegen die Seattle Seahawks, bei dem er 9 Pässe für 114 Yards fing, das erste Spiel seiner Karriere mit über 100 gefangenen Yards. Nichtsdestotrotz wurde das Spiel mit 25:38 verloren. Im darauffolgenden Spiel gegen die Dallas Cowboys fing er bei der 39:40-Niederlage seinen zweiten Touchdown. Am 14. Spieltag warf er in einem Trickspielzug seinen ersten Touchdownpass über 39 Yards zu Calvin Ridley, dennoch wurde das Spiel gegen die Los Angeles Chargers mit 17:20 verloren.
Zu Beginn der Saison 2021 war Gage weiterhin als Backup auf der Position des Wide Receivers vorgesehen und kam gelegentlich zum Einsatz. Nachdem am achten Spieltag der Falcons Wide Receiver Calvin Ridley bekanntgab, dass er auf Grund mentaler Probleme die Saison nicht mehr zu Ende spielen werde, wurde Gage zum Stammspieler bei den Falcons. Am 13. Spieltag konnte er bei der 17:20-Niederlage gegen die Tampa Bay Buccaneers den Ball für insgesamt 130 Yards fangen, bis dato seine Karrierehöchstleistung. Am 18. Spieltag fing er bei der 20:30-Niederlage gegen die New Orleans Saints den Ball für 126 Yards und einen Touchdown. Insgesamt konnte er, wie schon in der Vorsaison, vier Touchdowns erzielen.

### Tampa Bay Buccaneers
Am 18. März 2022 unterschrieb er einen Dreijahresvertrag über 30 Millionen US-Dollar bei den Tampa Bay Buccaneers. Er debütierte direkt am 1. Spieltag der Saison 2023, als er beim 19:3-Sieg gegen die Dallas Cowboys den Ball für 13 Yards fing. Am 3. Spieltag konnte er bei der 12:14-Niederlage gegen die Green Bay Packers insgesamt zwölf Pässe fangen, sein neuer Karrierebestwert, darunter seinen ersten Touchdownpass für die Buccaneers von Quarterback Tom Brady. Ende Oktober verpasste er mehrere Spiele verletzungsbedingt. Am 15. Spieltag konnte er bei der 23:34-Niederlage gegen die Cincinnati Bengals zum ersten Mal in seiner NFL-Karriere insgesamt zwei Touchdowns fangen. Obwohl die Buccaneers in der Saison neun Spiele verloren und nur acht gewannen, konnten sie sich am Ende der Saison als Sieger der NFC South für die Playoffs qualifizieren. Gage gab sein Postseasondebüt bei der 14:31-Niederlage gegen die Dallas Cowboys in der Wildcard-Runde, bei der er auch zwei Pässe für 10 Yards fangen konnte. Im vierten Quarter zog er sich jedoch nach einer Kollision eine schwere Kopf- und Nackenverletzung zu. Er musste ins Krankenhaus gebracht werden, wurde jedoch einige Tage später wieder entlassen.
In der Vorbereitung auf die Saison 2023 zog Gage sich eine Patellarsehnenruptur zu, mit der er für die gesamte Spielzeit ausfiel. Nach der Saison 2023 trennten die Buccaneers sich von Gage.

### Baltimore Ravens
Am 6. August 2024 nahmen die Baltimore Ravens Gage unter Vertrag. Er wurde jedoch vor Beginn der Regular Season im Rahmen der Kaderverkleinerung auf 53 Spieler Ende August bereits wieder entlassen.

### San Francisco 49ers
Nachdem ein längerfristiges Engagement bei den Ravens nicht zustande gekommen war, verpflichteten die San Francisco 49ers nach der schweren Verletzung ihres Receivers Brandon Aiyuk Gage am 6. November 2024 für ihren Practice Squad. Für die 49ers kam er jedoch auch nicht zum Einsatz, nach Saisonende unterschrieb er allerdings einen Reserve/Future Contract.

## Karrierestatistiken
| Legende | Legende            |
| ------- | ------------------ |
| Fett    | Karrierehöchstwert |

### Regular Season
| Saison                             | Team             | Spiele | Spiele      | Gefangen                        | Gefangen                        | Gefangen                        | Gefangen                        | Gefangen                        | Gelaufen                        | Gelaufen                        | Gelaufen                        | Gelaufen                        | Gelaufen                        | Fumbles                         | Fumbles                         |
| Saison                             | Team             | Spiele | als Starter | Passfänge                       | Yards                           | Avg                             | Lang                            | TD                              | Versuche                        | Yards                           | Avg                             | Lang                            | TD                              | Gesamt                          | verloren                        |
| ---------------------------------- | ---------------- | ------ | ----------- | ------------------------------- | ------------------------------- | ------------------------------- | ------------------------------- | ------------------------------- | ------------------------------- | ------------------------------- | ------------------------------- | ------------------------------- | ------------------------------- | ------------------------------- | ------------------------------- |
| 2018                               | Falcons          | 15     | 0           | 6                               | 63                              | 10,5                            | 22                              | 0                               | 0                               | 0                               | 0,0                             | 0                               | 0                               | 0                               | 0                               |
| 2019                               | Falcons          | 16     | 4           | 49                              | 446                             | 9,1                             | 19                              | 1                               | 4                               | 12                              | 3,0                             | 6                               | 0                               | 1                               | 1                               |
| 2020                               | Falcons          | 16     | 8           | 72                              | 786                             | 10,9                            | 35                              | 4                               | 2                               | 9                               | 4,5                             | 11                              | 0                               | 0                               | 0                               |
| 2021                               | Falcons          | 14     | 9           | 66                              | 770                             | 11,7                            | 49                              | 4                               | 0                               | 0                               | 0,0                             | 0                               | 0                               | 2                               | 2                               |
| 2022                               | Bucs             | 13     | 4           | 51                              | 426                             | 8,4                             | 23                              | 5                               | 0                               | 0                               | 0,0                             | 0                               | 0                               | 1                               | 1                               |
| 2023                               | Bucs             | 0      | 0           | verletzungsbedingt ohne Einsatz | verletzungsbedingt ohne Einsatz | verletzungsbedingt ohne Einsatz | verletzungsbedingt ohne Einsatz | verletzungsbedingt ohne Einsatz | verletzungsbedingt ohne Einsatz | verletzungsbedingt ohne Einsatz | verletzungsbedingt ohne Einsatz | verletzungsbedingt ohne Einsatz | verletzungsbedingt ohne Einsatz | verletzungsbedingt ohne Einsatz | verletzungsbedingt ohne Einsatz |
| 2024                               | 49ers            | 0      | 0           | ohne Einsatz                    | ohne Einsatz                    | ohne Einsatz                    | ohne Einsatz                    | ohne Einsatz                    | ohne Einsatz                    | ohne Einsatz                    | ohne Einsatz                    | ohne Einsatz                    | ohne Einsatz                    | ohne Einsatz                    | ohne Einsatz                    |
| Gesamte Karriere                   | Gesamte Karriere | 74     | 25          | 244                             | 2491                            | 10,2                            | 49                              | 14                              | 6                               | 21                              | 3,5                             | 11                              | 0                               | 4                               | 4                               |
| Quelle: pro-football-reference.com |                  |        |             |                                 |                                 |                                 |                                 |                                 |                                 |                                 |                                 |                                 |                                 |                                 |                                 |

### Postseason
| Saison                             | Team             | Spiele | Spiele      | Gefangen                        | Gefangen                        | Gefangen                        | Gefangen                        | Gefangen                        | Gelaufen                        | Gelaufen                        | Gelaufen                        | Gelaufen                        | Gelaufen                        | Fumbles                         | Fumbles                         |
| Saison                             | Team             | Spiele | als Starter | Passfänge                       | Yards                           | Avg                             | Lang                            | TD                              | Versuche                        | Yards                           | Avg                             | Lang                            | TD                              | Gesamt                          | verloren                        |
| ---------------------------------- | ---------------- | ------ | ----------- | ------------------------------- | ------------------------------- | ------------------------------- | ------------------------------- | ------------------------------- | ------------------------------- | ------------------------------- | ------------------------------- | ------------------------------- | ------------------------------- | ------------------------------- | ------------------------------- |
| 2022                               | Bucs             | 1      | 0           | 2                               | 10                              | 5,0                             | 7                               | 0                               | 0                               | 0                               | 0,0                             | 0                               | 0                               | 0                               | 0                               |
| 2023                               | Bucs             | 0      | 0           | verletzungsbedingt ohne Einsatz | verletzungsbedingt ohne Einsatz | verletzungsbedingt ohne Einsatz | verletzungsbedingt ohne Einsatz | verletzungsbedingt ohne Einsatz | verletzungsbedingt ohne Einsatz | verletzungsbedingt ohne Einsatz | verletzungsbedingt ohne Einsatz | verletzungsbedingt ohne Einsatz | verletzungsbedingt ohne Einsatz | verletzungsbedingt ohne Einsatz | verletzungsbedingt ohne Einsatz |
| Gesamte Karriere                   | Gesamte Karriere | 1      | 0           | 2                               | 10                              | 5,0                             | 7                               | 0                               | 0                               | 0                               | 0,0                             | 0                               | 0                               | 0                               | 0                               |
| Quelle: pro-football-reference.com |                  |        |             |                                 |                                 |                                 |                                 |                                 |                                 |                                 |                                 |                                 |                                 |                                 |                                 |